# Justus Günther Graßmann
Justus Günther Graßmann (* 19. Juni 1779 in Sinzlow bei Stettin; † 9. März 1852 in Stettin; auch Justus Graßmann) war ein deutscher Gymnasiallehrer und Mathematiker.

## Leben
Bis zum 14. Lebensjahr wurde Graßmann mit seinen Geschwistern durch Hauslehrer unterrichtet. Graßman besuchte das Marienstiftsgymnasium in Stettin und studierte ab 1799 Theologie auf der Universität Halle. Ab 1801 arbeitete er zunächst als Hauslehrer bei der Gutsbesitzerfamilie Ratt in Retzowsfelde und wurde 1802 Konrektor an der Rats- und Stadtschule in Pyritz. 1806 wurde er Subrektor am Vereinigten Königlichen und Stadtgymnasium in Stettin, wo er bis zu seinem Tode blieb. 1813 kämpfte er, obwohl Familienvater, als Freiwilliger in den Befreiungskriegen.
Graßmann veröffentlichte mehrere Schriften im Bereich der Mathematik, und er leistete grundlegende Beiträge zur Kristallographie. Ferner stand er als Meister vom Stuhl der Stettiner Freimaurerloge „Zu den drei goldenen Zirkeln“ vor.

## Familie
Justus Günther Graßmann war der Sohn von Gottfried Ludolf Graßmann (* 1738; † 1798), einem evangelischen Pfarrer, der auch als landwirtschaftlicher Schriftsteller wirkte. Die Vorfahren Graßmanns kamen aus Landsberg an der Warthe, wo sie als Bürgermeister im 17. Jahrhundert genannt werden.
Justus Günther Graßmann heiratete 1804 Johanne Fredericke Louise Medenwaldt und hatte zwölf Kinder. Einer der Söhne, Hermann Graßmann (* 1809; † 1877), wurde ein bedeutender Mathematiker und gilt als Begründer der Vektorrechnung. Die in den Werken des Vaters „niedergelegten wissenschaftlichen und philosophischen Ansätze wurden zu einem entscheidenden Ausgangspunkt der wissenschaftlichen Entwicklungen seines Sohnes“. Robert Graßmann (* 1815; † 1901) wurde Zeitungsverleger und philosophischer Schriftsteller. Alwine Graßmann († 1834) heiratete Christian Heß, Rektor der Stettiner Ottoschule. Adelheid Graßmann († 1861) heiratete Karl Gottfried Scheibert, Lehrer am Marienstiftsgymnasium und später Direktor der neu errichteten Friedrich-Wilhelms-Schule in Stettin.

## Schriften
- Ueber den Begriff und Umfang der reinen Zahlenlehre. (erschien als Gymnasialprogramm)
- Raumlehre. 1811.
- Zur physischen Krystallonomie und geometrischen Combinationslehre. 1829.